# Commodore Explorer
Warta Polpharma depuis 2000
Jet Services V est un catamaran, mis à l'eau en 1987, qui s’appellera Commodore Explorer à partir de 1993, puis Warta Polpharma après 2000. Il a participé à de nombreuses courses à la voile.

## Histoire
Au cours du temps, il s'est appelé :
- Jet Services V, skippé par Serge Madec, de 1987 à 1992
- Commodore Explorer, skippé par Bruno Peyron, à partir de 1993
- Warta Polpharma, skippé par Roman Paszke, depuis 2000.

## Records
- Sous le nom Jet Services V : record de la traversée de l'Atlantique Nord à la voile durant 11 ans, entre 1988 et 2001[1].
- Sous le nom Commodore explorer : record du tour du monde à la voile lors du Trophée Jules-Verne en 1993 en 79 jours 6 heures 15 minutes et 56 secondes, avec comme skipper Bruno Peyron et routeur Pierre Lasnier avec une moyenne de 11,35 nœuds[2].
- Sous le nom Warta Polpharma, skippé par Roman Paszke : termine 4e de The Race en 2000.

## Caractéristiques
- Mise à l'eau : 1987
- Type : catamaran
- Architecte : Gilles Ollier
- Chantier : Multiplast
- Longueur : 26,30 m
- Largeur : 13,60 m
- Déplacement : 10,50 tonnes
- Hauteur du mât : 31 m
- Voilure : 300 m2 / 777 m2
- Moyenne : 11,35 nœuds
- Équipiers : 4